# Nedim Buza
Nedim Buza (ur. 10 maja 1995 w Visoce) – bośniacki koszykarz, występujący na pozycji niskiego skrzydłowego, reprezentant kraju, obecnie zawodnik Spars Sarajewo.

## Osiągnięcia
Stan na 27 maja 2022, na podstawie, o ile nie zaznaczono inaczej

### Drużynowe
- Mistrz:
  - Belgii (2016–2019)
  - II ligi bośniackiej (2013)
- Zdobywca:
  - pucharu:
    - Belgii (2016–2018)
    - Bośni i Hercegowiny (2020)

  - Superpucharu Belgii (2015, 2017, 2018)
- Finalista:
  - Superpucharu Belgii (2016)
  - Pucharu Belgii (2019)
- Uczestnik międzynarodowych rozgrywek:
  - FIBA Europe Cup (2015–2019)
  - Ligi Mistrzów FIBA (2016–2019)

### Indywidualne
- Zaliczony do I składu turnieju:
  - Nike International Junior Tournament (2013)
  - Citta Di Roma (NIJT – 2013)
- Uczestnik:
  - meczu wschodzących gwiazd Nike Hoop Summit (2015)
  - Adidas Eurocampu (2014)

### Reprezentacja
Seniorska
- Uczestnik:
  - mistrzostw Europy (2015 – 23. miejsce)
  - europejskich kwalifikacji do mistrzostw świata (2017–2019 – 24. miejsce)
  - kwalifikacji do mistrzostw Europy (2012/2013, 2014/2015, 2016/2017 – 13. miejsce)

Młodzieżowe
- Mistrz Europy dywizji B:
  - U–20 (2014)
  - U–18 (2012)
- Brązowy medalista mistrzostw Europy U–16 dywizji B (2011)
- Uczestnik mistrzostw Europy U–20 (2015 – 19. miejsce)